# Trevor Tanner
Trevor Tanner (Londres, Inglaterra, Reino Unido; 30 de diciembre de 1962) es un músico y compositor británico, conocido por ser el cantante y guitarrista de la banda de rock post-punk/gótica The Bolshoi durante la década de los 80s. Es actualmente miembro de la banda de rock celta estadounidense Rathkeltaír y también tiene una carrera como solista.

## Carrera post-Bolshoi
Trevor Tanner, en estrecha colaboración con el director creativo de Emperor Penguin Recordings' (EPR), Paul David Wyatt, Perko ha lanzado gradualmente discos en solitario. El primer lanzamiento de Tanner en Emperor Penguin Recordings fue un set elaborado de 3 CD  (los tres volúmenes también están disponibles por separado) con el título: Alcista, Bellyache Y Belch,  lanzado en 2004.
El set consta de 41 canciones en total, las cuales fueron seleccionadas por Perko de entre más de un centenar de canciones en las que Tanner ha estado trabajando. El set de 3 CDs  (al igual que los tres CDs individuales) está disponible en Amazon.com, y también se puede obtener directamente de la disquera y se puede descargar digitalmente a través de iTunes.
El cuarto lanzamiento de Tanner con Emperor Penguin Recordings, un disco de 16 canciones, titulado Eaten By The Sea, estuvo disponible para su descarga digital en iTunes el 11 de marzo de 2008. El CD fue lanzado el 20 de mayo de 2008.
Trevor Tanner, lanzó a través de Emperor Penguin Recordings, un sencillo para iTunes, titulado La balada de Edgar Allan Poe, en 13 de julio de 2011.
El quinto álbum en solitario de Tanner,  Musical Charlatan estuvo a la venta el 31 de agosto de 2011. "Musical Charlatan" fue lanzado de forma independiente y no está asociado con Emperor Penguin Recordings. El próximo proyecto musical de Tanner está actualmente en curso, y será un lanzado oficialmente a través de Emperor Penguin Recordings.

## Discografía
- Bullish, Bellyache & Belch (3-CD boxed set) (2004)
- Eaten By The Sea (CD) (2008)
- The Ballad Of Edgar Allan Poe (iTunes, Digital 45) (2011)
- Musical Charlatan (Double-CD) (2011)